# Countdown (série télévisée, 2025)
Pour les articles homonymes, voir Countdown.
Countdown est une série télévisée américaine créée par Derek Haas et diffusée depuis le 25 juin 2025 sur Prime Video.

## Synopsis
Lorsqu'un agent de la Sécurité intérieure est retrouvé mort, l'inspecteur Mark Meachum du LAPD est intégré à une équipe d'intervention secrète afin de retrouver le meurtrier,.

## Distribution

### Acteurs principaux
- Jensen Ackles (VF : Jérôme Fonlupt) : Mark Meachum, inspecteur au sein de la police de Los Angeles (LAPD)
- Jessica Camacho (VF : Élodie Lasne) : Amber Oliveras, agent spécial du DEA
- Eric Dane (VF : Jean-Christophe Acquaviva) : Nathan Blythe, agent spécial en charge travaillant pour le FBI depuis 22 ans
- Violett Beane (VF : Amandine Longeac) : Evan Shepherd, nouvelle recrue du FBI et férue de technologie
- Uli Latukefu (en) (VF : Hyppolit Audouy) : Lucas Finau, vétéran de la division des gangs et stupéfiants du LAPD
- Elliot Knight (VF : Loïs Vial) : Keyonte Bell, agent du FBI de troisième génération

Photos des acteurs principaux
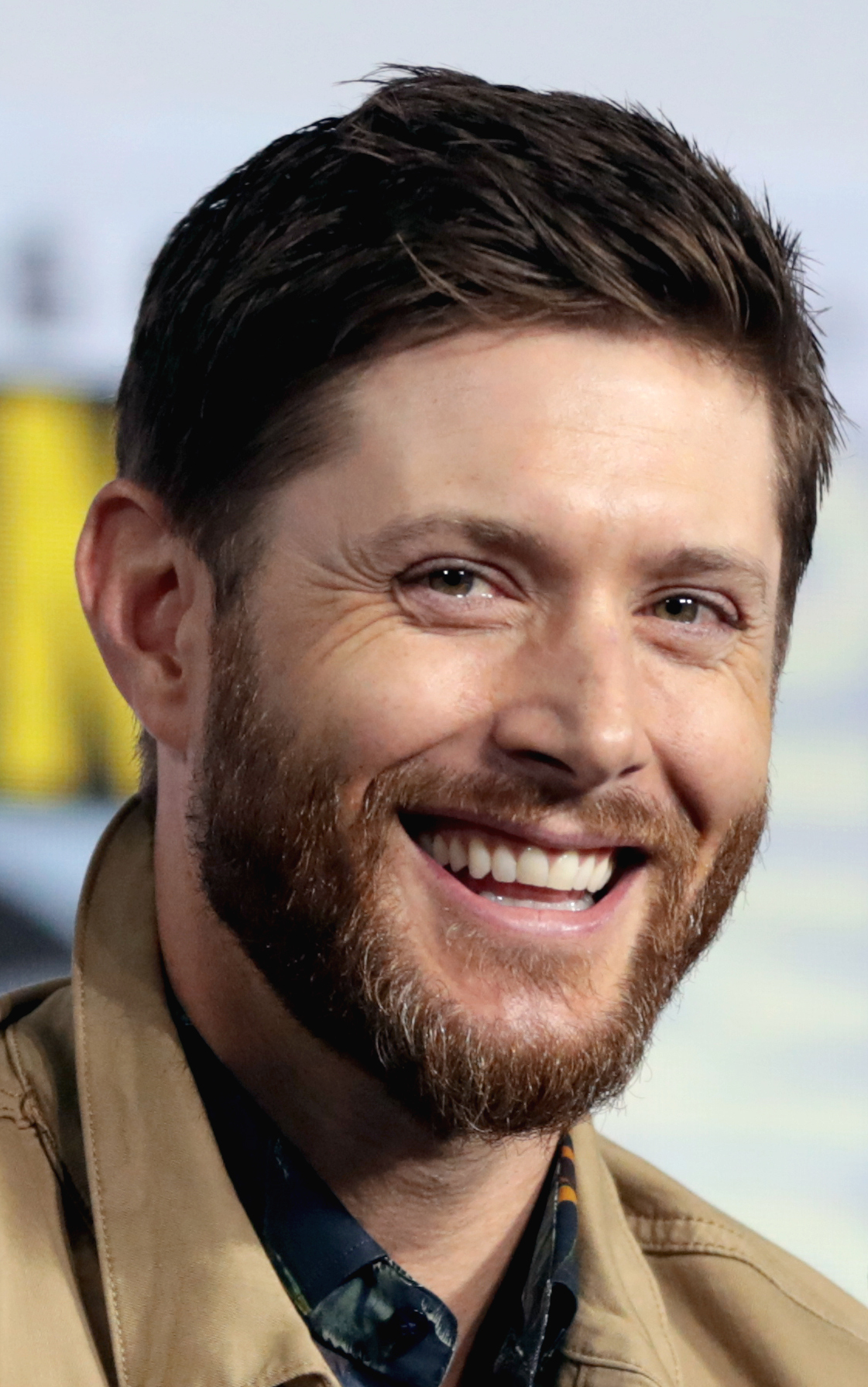
Jensen Ackles
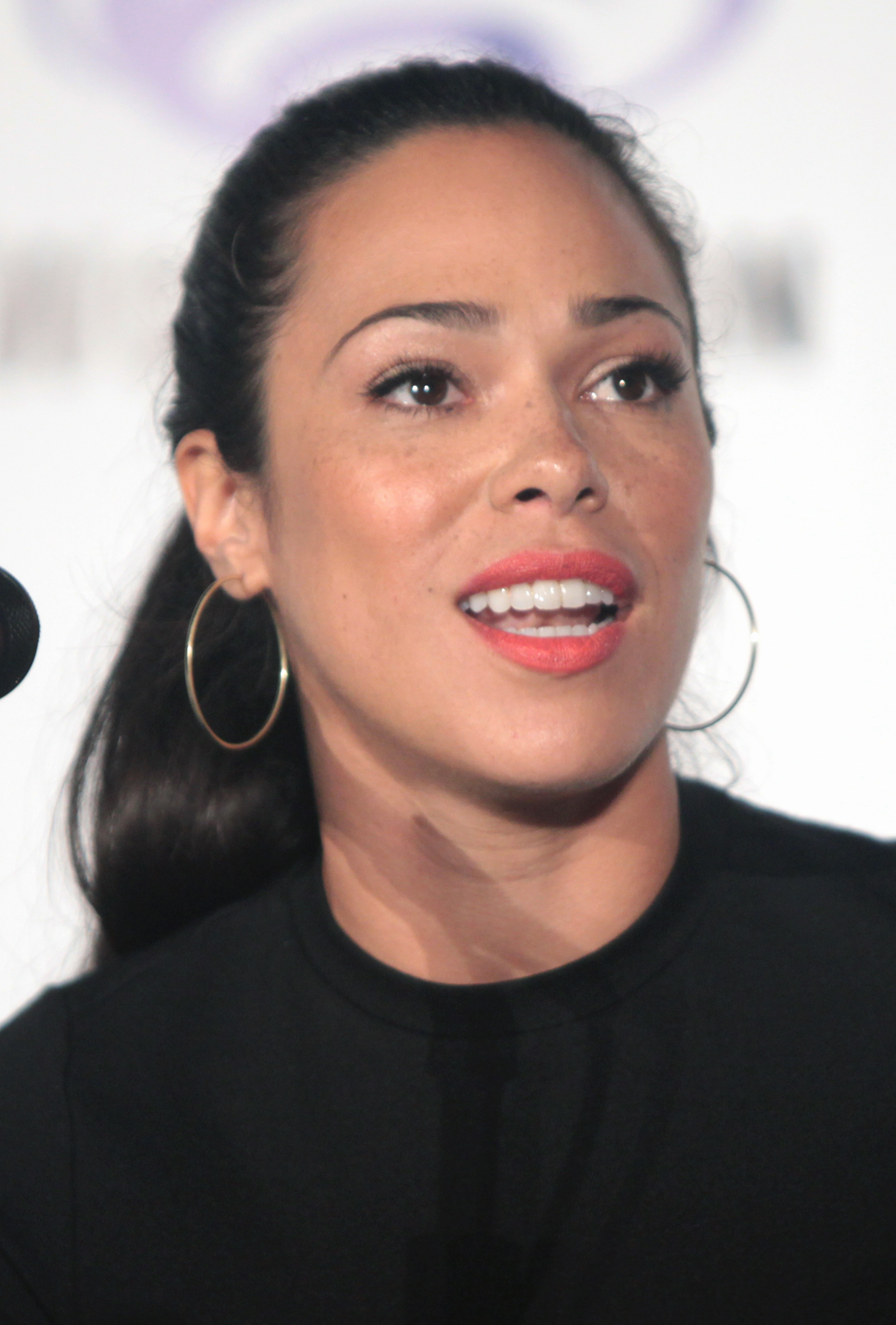
Jessica Camacho
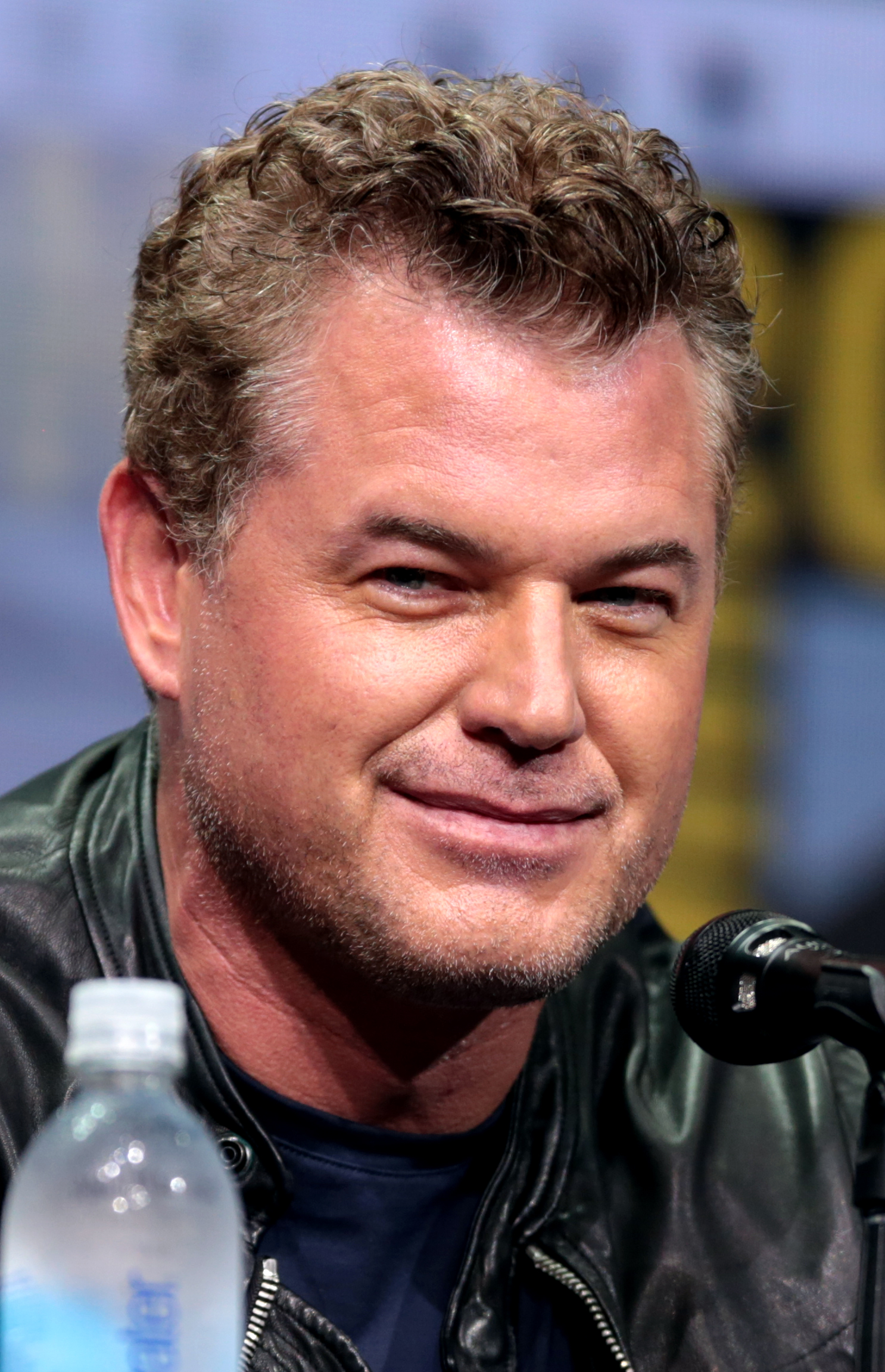
Eric Dane
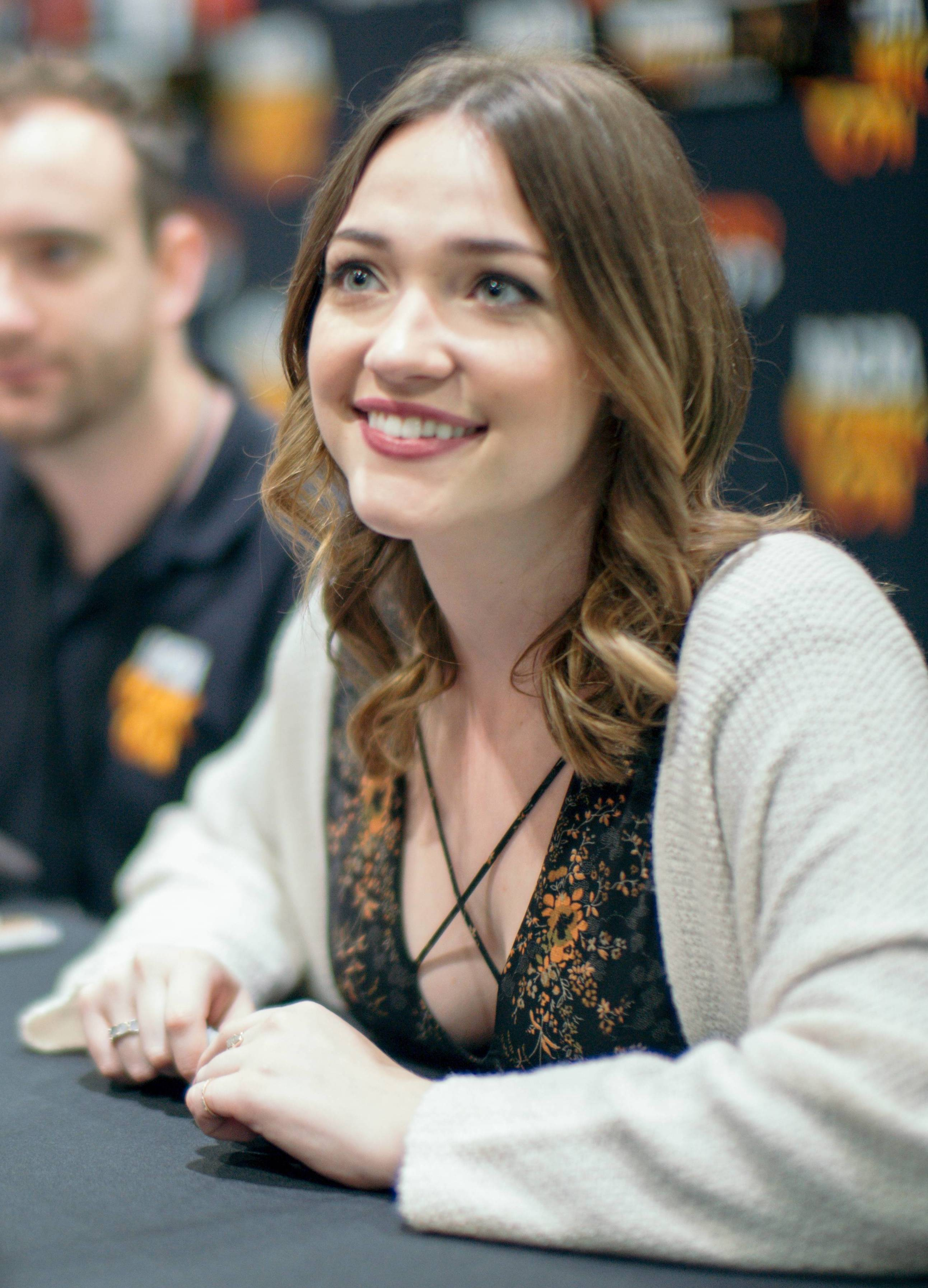
Violett Beane

### Acteurs récurrents[4]
- Jonathan Togo (VF : James Gonin) : Damon Drew
- Merrick McCartha (en) : Grayson Valwell, procureur de district
- Bogdan Yasinski : Yuri Volchek
- Scot Ruggles : Adic Jay Tostrud
- Jonathan von Mering : Andrej
- Pasha D. Lychnikoff
- Matt Kaminsky : Jerry

### Invités
- Milo Ventimiglia : Robert Daren

Source : selon les cartons de doublage apparaissant sur Prime Video.

## Production

### Développement
En juin 2024, Prime Video annonce la commande d'une nouvelle série en treize épisodes produite par Amazon MGM Studios. Derek Haas est créateur, producteur délégué et showrunner de la série.
La diffusion de la série est fixée du 25 juin au 3 septembre 2025 sur Prime Video.

### Distributions des rôles
Jensen Ackles est présenté comme acteur principal, dans le rôle de Mark Meachum, lors de l'annonce de la série en juin 2024. Quelques jours plus tard, ce sont Jessica Camacho puis Eric Dane qui s'ajoutent à la distribution, dans les rôles respectifs de Amber Oliveras et Nathan Blythe,. En juillet 2024, Violett Beane, Uli Latukefu et Elliot Knight rejoignent le casting en tant qu'Evan Shepherd, Lucas Finau et Keyonte Bell.

### Tournage
Le tournage de la série a lieu, principalement, à Los Angeles en Californie. Eric Dane annonce que le tournage commence en septembre 2024. En mars 2025, Jensen Ackles annonce la fin du tournage.
 Sauf indication contraire, les informations mentionnées dans cette section peuvent être confirmées par la base de données cinématographiques IMDb,  présente dans la section « Liens externes ».

### Fiche technique
- Titre original : Countdown
- Développement : Derek Haas
- Photographie : Vanessa Joy Smith
- Direction artistique : Aleksandra Landsberg et Nathan Ogilvie
- Décors : Victoria Paul et Kimberly Leonard
- Costumes : Melissa Bruning
- Casting : David Rapaport
- Montage : Kim Powell
- Musique : Tony Morales[11]
- Producteur délégués : Derek Haas, Marc Bienstock et Jonathan Brown
- Sociétés de production : Amazon MGM Studios et Derek Haas Productions
- Sociétés de distribution : Prime Video
- Pays d'origine :  États-Unis
- Langue originale : Anglais
- Format : Couleur
- Genre : Drame, thriller

 Sauf indication contraire, les informations mentionnées dans cette section peuvent être confirmées par la base de données cinématographiques IMDb,  présente dans la section « Liens externes ».

## Épisodes
Les trois premiers épisodes de la série sont diffusés le 25 juin 2025 ; les suivants seront diffusés jusqu'au 3 septembre 2025 à raison d'un épisode par semaine.
1. Mordre dans l'Os (Teeth in the Bone)
2. Mort Tellement de Fois (Dead Lots of Times)
3. Happy Birthday Final
4. Mordez-les (Bite 'Em Down)
5. Des Frontières Floues (Blurred Edges
6. Une Aiguille ou une Balle (A Needle or a Bullet
7. En Dernier Recours (Nothing Else Helps)
8. Le Clou dans la Chaise (The Nail in the Chair)
9. 10-33
10. Dossier mineur (The Muzzle Pile)
11. Cours (Run)
12. Sa signature (This is His Signature)
13. Ils sont en danger (Your People Are in Danger)

## Accueil
La série recueille, sur le site agrégateur Rotten Tomatoes, 38 % de critiques positives sur la base de 16 critiques collectées. Metacritic, qui utilise une moyenne pondérée, lui attribue une note de 43 sur 100 sur la base de 8 critiques, indiquant des critiques « mixtes ou moyennes ». Sur Allociné, la série obtient une note de 3,6/10 basée sur 32 critiques. Sur l'Internet Movie Database, la série atteint une note de 6,8/10 avec 6 100 critiques.